# زیگموند ۶۵۷۱
سیارک ۶۵۷۱ (به انگلیسی: 6571 Sigmund، نامگذاری:3027P-L) شش هزار و پانصد و هفتاد و یکمین سیارک کشف شده‌است که در ۲۴ سپتامبر ۱۹۶۰ کشف شد.
قدر مطلق سیارک برابر ۱۳٫۸۰ است.